# Споменик Ć
Споменик „Ć” постављен је у Љубљани 2023, поред обновљене фабрике РОГ, која је обновљена и прерасла у културни Центар Рог 26. октобра 2023. 
Слово Ć симболизује 25.671 избрисаних грађана Словеније, што се десило 26. фебруара 1992, годину након распада Југославије. Споменик је постављен 24. октобра 2023. и рад је архитекте Александра Вујовића, уметника Вука Ћосића и дизајнерке Ирене Воелле, који су победили на конкурсу.  Споменик су отворили градоначелник Зоран Јанковић и министарка за правосуђе Доминика Шварц Пипан.
Кривци за кршење људских права били су председник Владе Републике Словеније Лојзе Петрле и министар са унутрашње послове Игор Бавчар, који за кршење нису никад одговарали. 